# Ebbe Schwartz
Ebbe Schwartz (3 tháng 5 năm 1901 - 19 tháng 10 năm 1964) là một nhà quản lý bóng đá người Đan Mạch.

## Sự nghiệp
Ông từng là thành viên của câu lạc bộ AB Kopenhagen của Đan Mạch từ năm 1913. Đến năm 1948, ông là thủ quỹ của câu lạc bộ. 
- Từ năm 1950 đến 1964, ông là chủ tịch của Hiệp hội bóng đá Đan Mạch.[1]
- Ông trở thành chủ tịch của UEFA từ năm 1954 đến 1962.[2][3]
- Từ năm 1962 đến năm 1964, ông là thành viên ban chấp hành và phó chủ tịch liên đoàn bóng đá thế giới FIFA.[2]

## Cuộc sống
Ông sinh ra tại Copenhagen trong một gia đình tư sản. Ông là một người đam mê thể thao, và từng đến Thế vận hội Mùa hè 1964 ở Tokyo với tư cách là du khách. Trên đường trở về, dừng chân tại Hawaii, ông đã qua đời sau một cơn đau tim, hưởng thọ 63 tuổi.